# Aceratus phyllis
Aceratus phyllis är en skalbaggsart som beskrevs av Hermann Burmeister 1847. Aceratus phyllis ingår i släktet Aceratus och familjen Dynastidae. Inga underarter finns listade i Catalogue of Life.